# 康住住
康住住，金朝女性人物，鄜州（今陕西省富县）人。
康住住的丈夫早早去世，服丧完毕，父亲让她回到娘家，许给严沂为妻。康住住誓死不再改嫁，父亲不听，康住住想要回到夫家不可得，于是投崖而死。皇帝下诏有司致祭其墓。